# Jan Dańkowski
Jan Aleksander Dańkowski (ur. 25 października 1895 w Krakowie, zm. wiosną 1940 w Charkowie) – major piechoty Wojska Polskiego, kawaler Orderu Virtuti Militari, ofiara zbrodni katyńskiej.

## Życiorys
Jan Dańkowski był synem Aleksandra i Pauliny z Wajów.
Od 1914 roku walczył w Legionach Polskich. Służył początkowo w I, a później w II Brygadzie Legionów Polskich. W składzie 3 pułku piechoty i 2 pułku piechoty brał udział we wszystkich walkach w Karpatach i na Bukowinie. 13 maja 1915 roku pod Czerniowcami dostał się do niewoli rosyjskiej, gdzie przebywał do czasu rozpadu armii rosyjskiej w 1917 roku. W 1918 roku wstąpił do 4 Dywizji Strzelców Polskich dowodzonej przez Lucjana Żeligowskiego w Kubaniu. W końcu 1918 roku wstąpił do Wojska Polskiego i jako dowódca kompanii służył w 30 pułku piechoty Strzelców Kaniowskich.
3 maja 1922 roku został zweryfikowany w stopniu kapitana ze starszeństwem z dniem 1 czerwca 1919 i 430. lokatą w korpusie oficerów piechoty, a jego oddziałem macierzystym był nadal 30 pułk Strzelców Kaniowskich. W 1923 roku był przydzielony do 43 pułku piechoty, najpierw jako p.o. dowódcy baonu sztabowego, a następnie jako dowódca II baonu. W jednostce awansował do stopnia majora piechoty ze starszeństwem z dniem 15 sierpnia 1924. W 1928 pełnił służbę w 43 pp w Dubnie na stanowisku dowódcy II batalionu detaszowanego w Brodach.
26 marca 1931 został przeniesiony do 12 pułk piechoty w Wadowicach na stanowisko kwatermistrza pułku. 28 czerwca 1933 został przesunięty na stanowisko dowódcy batalionu. 30 marca 1934 został zwolniony z zajmowanego stanowiska z pozostawieniem bez przynależności służbowej i równoczesnym oddaniem do dyspozycji dowódcy Okręgu Korpusu Nr V. Z dniem 31 sierpnia 1934 roku został przeniesiony w stan spoczynku.
W czasie kampanii wrześniowej 1939 – po agresji ZSRR na Polskę – w nieznanych okolicznościach dostał się do niewoli sowieckiej. Przebywał w obozie w Starobielsku. Wiosną 1940 został zamordowany przez funkcjonariuszy NKWD w Charkowie i pogrzebany potajemnie w bezimiennej mogile zbiorowej w Piatichatkach, gdzie od 17 czerwca 2000 mieści się oficjalnie Cmentarz Ofiar Totalitaryzmu w Charkowie. Figuruje na Liście Starobielskiej NKWD pod pozycją 1005.
5 października 2007 minister obrony narodowej Aleksander Szczygło mianował go pośmiertnie na stopień podpułkownika. Awans został ogłoszony 9 listopada 2007 w Warszawie, w trakcie uroczystości „Katyń Pamiętamy – Uczcijmy Pamięć Bohaterów”.

## Ordery i odznaczenia
- Krzyż Srebrny Orderu Wojskowego Virtuti Militari nr 700 – 28 lutego 1921[19]
- Krzyż Niepodległości – 24 października 1931 roku „za pracę w dziele odzyskania niepodległości”[20]
- Krzyż Walecznych dwukrotnie
- Medal Pamiątkowy za Wojnę 1918–1921 „Polska Swemu Obrońcy”
- Medal Dziesięciolecia Odzyskanej Niepodległości